# 维古朗
维古朗（法語：Vigoulant，法語發音：[viɡulɑ̃]）是法国安德尔省的一个市镇，位于该省东南部，属于拉沙特尔区。

## 地理
维古朗（46°26'17"N, 2°4'18"E）面积9.71 平方千米，位于法国中央-卢瓦尔河谷大区安德尔省，该省份为法国中部省份，北起卢瓦-谢尔省，西北接安德尔-卢瓦尔省，西南接维埃纳省，南至克勒兹省和上维埃纳省，东临谢尔省。
与维古朗接壤的市镇（或旧市镇、城区）包括：泰尔西亚、佩拉赛、安德尔河畔圣塞韦尔、萨兹赖、维容。

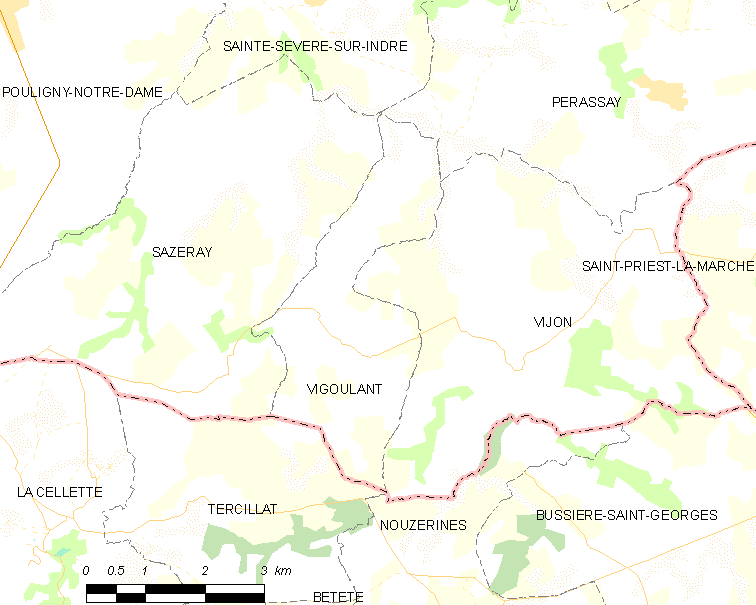
维古朗的OSM定位图

维古朗的时区为UTC+01:00、UTC+02:00（夏令时）。

## 行政
维古朗的邮政编码为36160，INSEE市镇编码为36238。

## 政治
维古朗所属的省级选区为拉沙特尔县。

## 人口

1962-2008年间维古朗人口变化图示

维古朗于2022年1月1日时的人口数量为99人。